# Кругляков Тимофій Петрович
Тимофій Петрович Кругляков (5 листопада 1890, станиця Єрмаковська, тепер Тацинського району Ростовської області, Російська Федерація — 24 травня 1966, місто Казань, Російська Федерація) — радянський військовий діяч, член Військової Ради Харківського військового округу, генерал-майор (1940). Член ЦК КП(б)У в червні 1938 — травні 1940 р. Депутат Верховної Ради СРСР 1-го скликання.

## Біографія
Народився в бідній селянській родині. Дві зими ходив до початкової школи. У 1900 році разом із родиною переїхав до Сальської округи, де наймитував у заможних селян і поміщиків.
У царській армії служив із 1911 року — у 3-й батареї 52-ї артилерійської бригади в місті Порт Петровськ (Махачкала). Закінчив 3-ю Іркутську школу прапорщиків у 1914 році. До 1914 року — старший феєрверкер, потім підпрапорщик. Учасник Першої світової війни на Західному фронті, командир роти. У 1917 році служив прапорщиком піхотного запасного полку російської армії в місті Новохоперську. Останнє звання у російській армії — підпоручик, повний Георгіївський кавалер.
У 1918 році демобілізувався з російської армії, працював завідувачем військового відділу Зимовниківського революційного комітету Сальського округу. Сформував червоний військовий загін, який воював у донських степах та районі Царицина. У Червоній Армії з 1918 по 1921 рік. Воював на Південному фронті, був керівником жутовської бойової дільниці Царицинського фронту, командиром особливої бригади 10-ї армії РСЧА.
Член РКП(б) з 1919 року.
У 1920 році — командир стрілецької дивізії РСЧА. Воював на польському фронті, проти військ барона Врангеля, загонів Нестора Махна і повстанських отаманів, військ УНР у районах Умані, Гайсина, Тального, Шполи, Звенигородки. У лютому 1921 року звільнений у запас.
З 1921 по 1929 рік — голова виконавчого комітету станиці Мелеховської Донської області, голова виконавчого комітету Ново-Черкаської волості Донської області, голова виконавчого комітету Зимовниківської районної ради, завідувач організаційного відділу виконавчого комітету Ставропольської окружної ради.
У жовтні 1929 року знову призваний до лав Червоної армії. Закінчив стрілецько-тактичні курси удосконалення комскладу РСЧА «Постріл» імені Комінтерну у 1931 році та Військову академію імені М. В. Фрунзе у 1936 році. Служив помічником командира полку, командиром стрілецького полку, потім стрілецької дивізії.
З грудня 1937 року — член Військової ради Харківського військового округу. З квітня 1939 року — заступник командувача військ Північно-Кавказького військового округу. З липня 1940 року — помічник командувача військ Орловського військового округу з вищих навчальних закладів.
З початку німецько-радянської війни — помічник командувача військ Середньоазійського військового округу з ППО і командувач Середньоазійською зоною протиповітряної оборони (ППО). З квітня 1942 року — заступник командувача військ ППО СРСР, з липня 1942 року — знову командувач військ Середньоазійської зони ППО, з жовтня 1942 року — представник Центрального штабу партизанського руху на Сталінградському фронті.
У березні 1943 року призначений заступником командувача 65-ї армії Центрального фронту, в липні 1943 року — заступником командувача 21-ї армії Західного фронту, потім командиром 69-го стрілецького корпусу. З грудня 1943 року — командир 113-го стрілецького корпусу, що входив до складу 49-ї та 31-ї армій Західного і 3-го Білоруського фронтів. Брав участь у Вітебсько-Оршанській наступальній операції. За втрату управління корпусом в ході операції був відсторонений від посади і в липні 1944 року призначений командиром 46-ї запасної стрілецької дивізії Приволзького військового округу.
Після війни — начальник будівництва та розквартирування військ Казанського військового округу, потім Приволзького військового округу.
З липня 1946 року — військовий комісар Татарської АРСР. З 1954 року — в запасі. Помер 24 травня 1966 в місті Казань.

## Нагороди
- Георгіївський хрест 4-го ступеня № 17678 — «за відвагу в боях під Тарнавкою і Високою 27 серпня 1914».
- Георгіївський хрест 3-го ступеня № 3742 — «у боях 15 і 16 травня 1915 при взятті Синяви; перебуваючи весь час на передовому спостережному пункті, під сильним вогнем ворога, підтримував безперервний зв'язок з піхотою і, крім того, своїми спостереженнями сприяв успішному дії батареї».
- Георгіївський хрест 2-го ступеня — «у боях з 10 по 15 липня 1915 біля села Майдан-Островський, будучи передовим спостерігачем в окопах 207-го піхотного Новобаязетского полку, перебуваючи під сильним рушничним вогнем і вогнем важкої артилерії противника, давав цінні вказівки щодо розташування батарей противника 15 липня 1915, виявив батарею противника. Коригував вогонь своєї батареї, у результаті чого ворожа батарея, яка весь час до того стріляла по окопах 207-го полку, замовкла і на інший день, на колишній позиції її вже не було».
- Георгіївський хрест 1-го ступеня — «у боях 27 липня 1915 під селом Потоки, перебуваючи передовим спостерігачем в піхотних ланцюгах 206-го піхотного Сальянського полку під перехресним рушничним і артилерійським вогнем противника, знайшов приховану ворожу батарею, коригував стрілянину, після якої ворожа батарея замовкла і більше не обстрілювала фланг російської піхоти».
- Георгіївська медаль 4-го ступеня № 386100 — «у боях під Мацарже на позиції на Погорілому острові з 20 по 23 лютого 1916 під вогнем важкої артилерії і вогнем з аеропланів, підтримував безперервний зв'язок спостережного пункту з батареєю, наладжуючи під вогнем перебиті снарядами дроти».
- Темно-бронзова Французька медаль — «за бої проти ворога (нагороджений 9 жовтня 1915)».
- Червоного Прапора РРФСР — «колишній командир 1-ї окремої стрілецької бригади, за бойові відзнаки та заслуги, надані в період громадянської війни».
- Орден Червоного Прапора СРСР
- Орден Червоного Прапора СРСР
- Орден Червоної Зірки
- Орден Леніна
- Орден Кутузова 2-го ступеня
- медалі.